# 7498 Blaník
(7498) Blaník, denumire internațională (7498) Blanik, este un asteroid din centura principală de asteroizi.

## Descriere
7498 Blaník este un asteroid din centura principală de asteroizi. A fost descoperit pe 16 ianuarie 1996 la Observatorul Kleť de Zdeněk Moravec. Asteroidul prezintă o orbită caracterizată de o semiaxă mare de 3,18 ua, o excentricitate de 0,02 și o înclinație de 20,8° în raport cu ecliptica.